# Josef Zikmund (primátor)
Josef Zikmund (15. března 1950 – 14. března 2025) byl český politik a programátor, od listopadu 2014 do června 2015 byl primátorem statutárního města Ústí nad Labem, nestraník za hnutí ANO 2011.

## Život
Vystudoval obor elektronické počítače na Českém vysokém učení technickém v Praze (získal tak titul Ing.).
Profesní život svázal se Severočeskou plynárenskou. Působil v ní jako programátor, vedoucí výpočetního střediska a po sametové revoluci v roce 1989 jako personální ředitel.
Do svých 38 let hrál aktivně házenou.
Josef Zikmund byl ženatý. S manželkou Hanou měl dva syny, staršího Lukáše (oční lékař v Ústí nad Labem) a mladšího Marka (ředitel firmy na výrobu obalů). Žil v Ústí nad Labem, v části Severní Terasa.
Zemřel 14. března 2025 ve věku 74 let.

## Politické působení
Do politiky vstoupil, když byl v komunálních volbách v roce 2014 zvolen zastupitelem města Ústí nad Labem, přičemž jako nestraník vedl kandidátku hnutí ANO 2011. Vzhledem k tomu, že hnutí ve městě volby vyhrálo (26,09 % hlasů, 12 mandátů) a uzavřelo koalici s hnutím "PRO! Ústí" (tj. nezávislí kandidáti, Strana zelených, STAN a Piráti), byl dne 10. listopadu 2014 zvolen primátorem statutárního města Ústí nad Labem. Z tohoto postu byl dne 24. června 2015 odvolán.
Zároveň se ve volbách v roce 2014 pokoušel dostat do Zastupitelstva Městského obvodu Ústí nad Labem-Severní Terasa, ale neuspěl (stal se třetím náhradníkem).